# Sistema d'equacions
En matemàtiques, un sistema d'equacions és un conjunt de dues o més equacions amb diverses incògnites que conformen un problema matemàtic consistent en trobar les incògnites que satisfan les equacions. En un sistema d'equacions algebraiques les incògnites són valors numèrics (o més generalment elements d'un cos sobre el qual es plantegen les equacions), mentre que en una equació diferencial les incògnites són funcions o distribucions d'un cert conjunt definit per endavant. Una solució d'aquest sistema és per tant, un valor o una funció que substituïda en les equacions del sistema fa que aquestes es compleixin automàticament sense que s'arribi a una contradicció. En altres paraules el valor que substituïm en les incògnites ha de fer complir la igualtat del sistema. Les incògnites es solen representar utilitzant les últimes lletres de l'alfabet llatí, o si són massa, amb subíndexs.

## Sistema general
La forma genèrica d'un sistema de {\displaystyle m\,} equacions algebraiques i {\displaystyle n\,} incògnites és la següent:

(1){\displaystyle \left\{{\begin{matrix}F_{1}(x_{1},...,x_{n})=0\\\vdots \\F_{m}(x_{1},...,x_{n})=0\end{matrix}}\right.}

on {\displaystyle F_{1},\ldots ,F_{m}} són funcions de les incògnites. La solució, pertanyent a l'espai euclidià {\displaystyle \mathbb {R} ^{n}}, serà tal que el resultat d'avaluar qualsevol expressió {\displaystyle f_{i}\,} amb els valors d'aquesta solució, verifiqui l'equació.

### Representació gràfica
Els sistemes de 2 o 3 incògnites reals admeten representacions gràfiques quan les funcions {\displaystyle f_{i}\,} a (1) són contínues a trams. A cada equació es representa com una corba o una superfície corba. L'existència de solucions en aquest cas es pot deduir a partir de l'existència d'interseccions comunes a aquestes corbes o superfícies corbes.

### Classificació dels sistemes
Un sistema d'equacions sobre {\displaystyle \mathbb {R} ^{n}} pot classificar d'acord amb el nombre de solucions:
- Sistema incompatible quan no admet cap solució. Un exemple de sistema incompatible és {\displaystyle \{54x-36y=9,-54x+36y=30\}}, ja que utilitzar el mètode reducció i sumant membre a membre s'obté la contradicció 0 = 39.
- Sistema compatible quan admet alguna solució que al seu torn poden dividir-se en:
  - Sistemes compatibles indeterminats quan hi ha un nombre infinit de solucions que formen una varietat contínua. Un exemple de sistema compatible indeterminat és {\displaystyle \{x'y=1,2x+2y=2\}}, ja que clarament la segona equació és linealment dependent de la primera, havent estat multiplicats tots els termes per 2.
  - Sistemes compatibles determinats quan admeten un conjunt finit de solucions, o un conjunt infinit de solucions aïllades amb com a màxim un nombre finit de punts d'acumulació. Un exemple de sistema compatible determinat és {\displaystyle \{2x+3y=9,3x-2y=7\}} la solució única és {\displaystyle y=1} i {\displaystyle x=3}.

## Sistema lineal
Un sistema lineal és aquell en què les equacions són funcions afins. A diferència del cas general, les solucions dels sistemes d'equacions lineals són fàcils de trobar quan els coeficients de les equacions són nombres reals o complexos. També hi ha mitjans generals quan els coeficients pertanyen a un anell, encara que la recerca de les solucions en aquest cas pot ser una mica més complicada.
Una característica important dels sistemes lineals d'equacions és que admeten l'anomenada forma matricial. Aquesta forma permet representar el sistema usant tres matrius, de la següent manera:

(2){\displaystyle {\begin{pmatrix}a_{11}&a_{12}&\cdots &a_{1Y}\\a_{21}&a_{22}&\cdots &a_{2Y}\\\vdots &\vdots &\ddots &\vdots \\a_{X1}&a_{X2}&\cdots &a_{XY}\end{pmatrix}}{\begin{pmatrix}x_{1}\\x_{2}\\\vdots \\x_{Y}\end{pmatrix}}={\begin{pmatrix}b_{1}\\b_{2}\\\vdots \\b_{X}\end{pmatrix}}}

La primera és la matriu de coeficients, on el terme {\displaystyle a_{ij}\,} representa el coeficient que acompanya la j-èsima incògnita de l'equació i-èsima. La segona és la matriu d'incògnites, on cada terme es correspon amb una de les {\displaystyle I\,} incògnites que volem esbrinar. I la tercera matriu és la de termes independents, on el cada {\displaystyle b_{i}\,} representa el terme independent de l'equació i-èsima.
Aquesta representació matricial facilita l'ús d'alguns mètodes de resolució, com el mètode de Gauss, en el qual, partint de la matriu augmentada (matriu de coeficients a què se li ha acoblat la matriu de termes independents), i aplicant transformacions lineals sobre les equacions, es pretén arribar a una matriu d'aquest tipus:

{\displaystyle {\begin{pmatrix}1&0&\cdots &0&b_{1}\\0&1&\cdots &0&b_{2}\\\vdots &\vdots &\ddots &\vdots &\vdots \\0&0&\cdots &1&b_{X}\end{pmatrix}}}

Un cop la matriu s'ha triangulat, el valor de cada terme {\displaystyle b_{i}\,} es correspondrà amb el de la incògnita {\displaystyle x_{i}\,}. Si ens trobem alguna fila del tipus {\displaystyle {\begin{pmatrix}0&0&0&b_{X}\\\end{pmatrix}}}, amb {\displaystyle b_{X}\neq 0\,}, el sistema no tindrà solució.

## Existència de solucions
El teorema de la funció inversa proporciona condicions suficients d'existència de solució, d'un sistema com (1) amb {\displaystyle m=n\,}. Si succeeix que la funció vectorial:

{\displaystyle \mathbf {F} :\mathbb {R} ^{n}\longrightarrow \mathbb {R} ^{n},\qquad (X_{1},\dots ,x_{n})\mapsto (F_{1}(x_{1},\dots ,x_{n}),\dots ,F_{n}(x_{1},\dots ,x_{n}))}

És diferenciable amb continuïtat, és a dir, és de classe {\displaystyle C^{1}(\mathbb {R} ^{n})} i el seu jacobià no s'anul·la en cap punt llavors hi ha una única solució del sistema (1), ja que en aquest cas hi haurà una funció inversa i podrem escriure la solució buscada simplement com:

{\displaystyle (x_{1},\dots ,x_{n})=\mathbf {F} ^{-1}(\mathbf {0} )}

No obstant això, la condició de diferenciabilitat anterior tot i ser condició suficient, no és una condició necessària, pel que existeixen sistemes d'equacions en què les funcions {\displaystyle f_{i}\,} no són diferenciables i no obstant això, hi ha solucions. Més encara, en casos en què hi ha més d'una solució si la funció és diferenciable llavors el jacobià s'anul·la en algun punt, però això no impedeix que hi hagi diverses solucions.
En casos d'un menor nombre d'equacions que d'incògnites, quan {\displaystyle m<n\,}, aleshores el sistema és compatible indeterminat o no té solucions. En aquests casos, el teorema de la funció implícita proporciona condicions suficients, encara que no necessàries, per a l'existència de solucions d'una manera semblant a com el teorema de la funció inversa les proporciona en el cas {\displaystyle m=n\,}.

## Nombre de solucions
Un sistema d'equacions lineals compatibles i determinats la solució és sempre única. En el cas d'equacions polinòmiques la resposta és més complicada, encara que pot provar que dues corbes polinòmiques en el pla de graus n i m funcionalment independents es tenen com a molt nm solucions diferents. Aquest resultat es desprèn del següent teorema de Bézout:
Dues corbes del pla projectiu complex {\displaystyle \mathbb {CP} ^{2}}, de graus n i m sense components comuns es tallen exactament en mn punts comptats amb multiplicitat.

## Mètodes de resolució
Si bé per als sistemes d'equacions lineals existeixen multitud de tècniques de l'àlgebra lineal, per als sistemes d'equacions no-lineals el problema és tècnicament bastant més difícil.

### Mètodes analítics
Els mètodes analítics es restringeixen gairebé exclusivament a sistemes d'equacions lineals. Ni tan sols es coneix una solució analítica per al sistema d'equacions de segon grau general:

{\displaystyle {\begin{matrix}a_{1,11}x_{1}^{2}+a_{1,12}x_{1}x_{2}+\dots +a_{1,nn}x_{n}^{2}+b_{1,1}x_{1}+\dots +b_{1,n}x_{n}+c_{1}=0\\a_{2,11}x_{1}^{2}+a_{2,12}x_{1}x_{2}+\dots +a_{2,nn}x_{n}^{2}+b_{2,1}x_{1}+\dots +b_{2,n}x_{n}+c_{2}=0\\\dots \\a_{n,11}x_{1}^{2}+a_{n,12}x_{1}x_{2}+\dots +a_{n,nn}x_{n}^{2}+b_{n,1}x_{1}+\dots +b_{n,n}x_{n}+c_{n}=0\end{matrix}}}

### Mètodes numèrics
Les aplicacions tècniques generalment recorren a algoritmes numèrics que permeten calcular aproximacions numèriques a les solucions d'un sistema d'equacions.
Un dels mètodes numèrics que pot generalitzar-se a sistemes no-lineals és el mètode de Newton-Raphson. En el cas multidimensional la resolució numèrica del sistema de n equacions {\displaystyle \scriptstyle \mathbf {f} (\mathbf {x} )=\mathbf {f} (x_{1},\dots ,x_{n})=0} es pot fer a partir del coneixement d'una solució aproximada {\displaystyle \scriptstyle \mathbf {x} ^{(0)}=(x_{1}^{(0)},\dots ,x_{n}^{(0)})}, sempre que l'aplicació anterior sigui diferenciable, mitjançant l'esquema iteratiu:

{\displaystyle \mathbf {x} ^{(m+1)}=\mathbf {x} ^{(m)}-[D\mathbf {f} (\mathbf {x} ^{(m)})]^{-1}(\mathbf {f} (\mathbf {x} ^{(m))}),\qquad \mathbf {f} :\mathbb {R} ^{n}\to \mathbb {R} ^{n},\ \mathbf {f} \in C^{(1)}(\mathbb {R} ^{n};\mathbb {R} ^{n})}

O més explícitament:

{\displaystyle {\begin{bmatrix}x_{1}^{(m+1)}\\\dots \\x_{n}^{(m+1)}\end{bmatrix}}={\begin{bmatrix}x_{1}^{(m)}\ \\dots\\x_{n}^{(m)}\end{bmatrix}}-{\begin{bmatrix}D_{1}f_{1}&\dots &D_{n}f_{1}\\\dots \\D_{1}f_{n}&\dots &D_{n}f_{n}\end{bmatrix}}^{-1}{\begin{bmatrix}F_{1}({\vec {x}}^{(m)})\\\dots \\f_{n}({\vec {x}}^{(m)})\end{bmatrix}}}

Lamentablement la convergència de l'esquema iteratiu anterior no està garantida i en casos de solucions múltiples la convergència pot donar-se cap a la solució no desitjada.

### Mètodes gràfics
Els mètodes gràfics són didàctics i aclaridors, encara que en general no tenen interès pràctic en les aplicacions tècniques d'importància. A més estan restringits generalment a sistemes de dues o tres equacions reals.
Dos sistemes d'equacions amb dues incògnites de valor real, solen aparèixer com un dels cinc tipus diferents esmentats a continuació.
Tenen una relació amb el nombre de solucions:
1. Aquells sistemes d'equacions que representen gràficament rectes i corbes que s'intersequen entre si. Aquest tipus de sistema d'equació és considerat com el normal. Sol tenir un nombre de solucions finit cadascun format per les coordenades dels punt d'intersecció.
2. Sistemes que tenen simplificacions falses. Per exemple: 1 = 0. Gràficament es representen com un conjunt de línies que mai s'intersequen entre si, com a línies paral·leles.
3. Sistemes d'equacions en les que ambdós simplificar a una identitat (per exemple, x = 2x - yoy - x = 0). Qualsevol assignació de valors a les variables desconegudes satisfà les equacions. Per tant, hi ha un nombre infinit de solucions, que gràficament, es representa com tots els punts del pla que representa la solució.
4. Sistemes en què les dues equacions representen el mateix conjunt de punts: són matemàticament equivalents (una equació general pot ser transformada en una altra a través de la manipulació algebraica). Aquests sistemes representen completament la superposició de línies o corbes, etc Una de les dues equacions és redundant i pot ser rebutjada. Cada punt de la sèrie de punts correspon a una solució. Generalment, això significa que hi ha un nombre infinit de solucions.
5. Sistemes en què una (i només una) de les dues equacions es simplifica a una identitat. Per tant, és redundant i pot ser descartada, segons el tipus anterior. Cada punt de la sèrie de punts representats pels altres és una solució de l'equació dels que hi ha a continuació, en general un nombre infinit.

L'equació x² + y² = 0 pot ser pensada com l'equació d'un cercle el radi s'ha reduït a zero, pel que representa un únic punt: (x = 0, y = 0), a diferència d'una normal d'un cercle que conté infinit nombre de punts. Aquest i altres casos similars mostren la raó per la qual els dos últims tipus anteriorment descrits necessiten la qualificació de "normalment". Un exemple d'un sistema d'equacions del primer tipus descrit anteriorment, amb un nombre infinit de solucions ve donada per x =|x|, i =|i|(on la notació|•|indica el valor absolut de la funció), les solucions de forma un quadrant de la x - i pla. Un altre exemple és x =|i|, i =|x|, la solució representa un llamp.